# Petty Harbour-Maddox Cove
Petty Harbour-Maddox Cove är en ort i Kanada.   Den ligger i provinsen Newfoundland och Labrador, i den östra delen av landet, 1 800 km öster om huvudstaden Ottawa. Petty Harbour-Maddox Cove ligger 62 meter över havet och antalet invånare är 915.
Terrängen runt Petty Harbour-Maddox Cove är varierad. Havet är nära Petty Harbour-Maddox Cove åt sydost. Trakten är tätbefolkad. Närmaste större samhälle är St. John's, 10,9 km norr om Petty Harbour-Maddox Cove. 